# Psychotria cocosensis
Psychotria cocosensis är en måreväxtart som beskrevs av Clement W. Hamilton. Psychotria cocosensis ingår i släktet Psychotria och familjen måreväxter. Inga underarter finns listade i Catalogue of Life.